# Régis Bittencourt
Edmundo Régis Bittencourt (Rio de Janeiro, RJ, 19 de fevereiro de 1897 — Rio de Janeiro, RJ, 10 de agosto de 1968) foi um engenheiro civil brasileiro, empreiteiro e ex-presidente do Departamento Nacional de Estradas de Rodagem.
Filho dos gaúchos Edmundo Muniz Bittencourt e Inês Pinheiro Régis, era o oitavo de nove irmãos.
Casou-se com Vossina Rangel Brígido em 8 de julho de 1922. Seu filho, Luís Edmundo Brígido Bittencourt, foi militar da Marinha do Brasil, onde chegou a ser Comandante do III Distrito Naval (DN), sediado na cidade de Natal, no Rio Grande do Norte. De seu segundo casamento com Maria Aracy Mourão Perallis, teve mais dois filhos: Maria Ignez Bittencourt  e Roberto Régis Bittencourt .
Destacou-se como presidente da Associação Rodoviária do Brasil (ARB), entidade fundada em 1947 e que se constituiu um marco na história do rodoviarismo no Brasil. Também foi um dos diversos interventores municipais da cidade de Itaperuna, no estado do Rio de Janeiro no período entre 1940 e 1947, mas foi como engenheiro que teve seu mais importante destaque no cenário nacional, principalmente junto ao DNER e à Polícia Rodoviária Federal. Foi o primeiro presidente do DNER, quando houve a transição de Comissão de Estradas de Rodagem para DNER, sendo sucessor de Yeddo Fiuza, primeiro diretor geral da empresa. Manteve-se à frente da gestão do referido órgão de 15 de fevereiro de 1951 a 9 de setembro de 1954 e depois de 4 de fevereiro de 1954 a 30 de agosto de 1960.

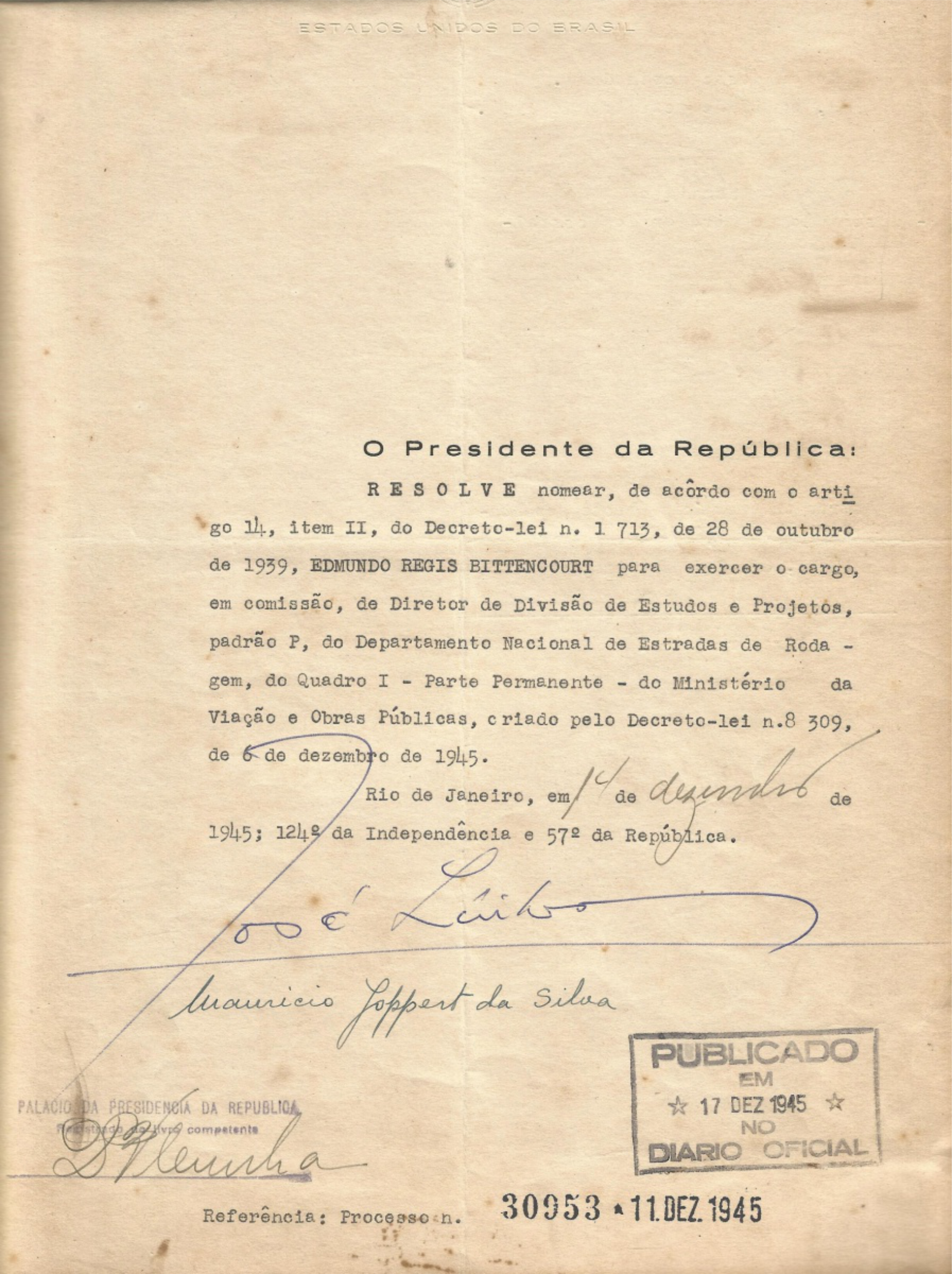
Nomeado no Governo José Linhares para cargo no Departamento Nacional de Estradas de Rodagem, em 1945.

Durante a sua gestão foi criada a Polícia Rodoviária Federal. Nessa data, foi nomeado por Juscelino Kubitschek como membro do Conselho Superior das Caixas Econômicas Federais, em substituição a Euclides Vieira. Posteriormente foram feitos estudos para se construir uma rodovia que ligasse São Paulo a Curitiba, passando pelo Vale do Ribeira. Durante o governo de Kubitschek, esses estudos foram aprofundados. Como superintendente do DNER, Régis Bittencourt empenhou-se para a construção e inauguração da nova rodovia, em 1961. Modesta no início, com apenas uma pista simples, com alguns trechos sem asfalto, que se iniciava na altura do bairro do Pinheirinho, na divisa de Embú e Itapecerica da Serra, cidades da região metropolitana de São Paulo.
Como escritor, é o autor de "Caminhos e Estradas na Geografia dos Transportes" (Editora Rodovia, 1958 - 392 páginas.) Régis Bittencourt faleceu em 10 de agosto de 1968 na cidade do Rio de Janeiro, vítima de insuficiência cardíaca, associada a uma infecção pulmonar. Está sepultado no Cemitério São João Batista.
Em sua homenagem, o trecho da BR-116 que liga as cidades de São Paulo e Curitiba, leva o seu nome.

## Homenagens
Existem vários locais que receberam seu nome em homenagem:
- A rodovia BR-116, no trecho de São Paulo a Curitiba, foi designada Régis Bittencourt, pois ele foi o principal gestor da construção da rodovia.
- No Espírito Santo, uma ponte também leva o nome do engenheiro, a Ponte Régis Bittencourt, na BR-101, em São Mateus;[2]
- Em Feira de Santana, no estado da Bahia, há uma escola estadual com seu nome;[3]
- Em Porto Alegre, no Rio Grande do Sul, um conjunto de quatro pontes sobre o rio Guaíba foi batizado de Travessia Régis Bittencourt[4] (É chamada erroneamente por muitos de Travessia Getúlio Vargas. A confusão ocorre devido ao episódio acontecido no final dá década de 50, alguns meses depois dá sua inauguração, em dezembro de 1958. Ao tomar posse do governo do estado em 1958, Leonel Brizola realizou uma solenidade para homenagear seu mentor político Getúlio Vargas. No entanto a troca nunca foi homologada pelo governo federal);[5]
- Em Uberlândia, no estado de Minas Gerais, há um viaduto no cruzamento entre a BR 050 e a BR 365.